# Cisco (Texas)
Cisco és una població dels Estats Units a l'estat de Texas. Segons el cens del 2000 tenia 3.851 habitants.

## Demografia
Segons el cens del 2000, Cisco tenia 3.851 habitants, 1.491 habitatges, i 970 famílies. La densitat de població era de 306,6 habitants/km².
Dels 1.491 habitatges en un 27,4% hi vivien nens de menys de 18 anys, en un 48,3% hi vivien parelles casades, en un 12,3% dones solteres, i en un 34,9% no eren unitats familiars. En el 31,8% dels habitatges hi vivien persones soles el 18,5% de les quals corresponia a persones de 65 anys o més que vivien soles. El nombre mitjà de persones vivint en cada habitatge era de 2,41 i el nombre mitjà de persones que vivien en cada família era de 3,03.
Per edats la població es repartia de la següent manera: un 24% tenia menys de 18 anys, un 13,4% entre 18 i 24, un 21,7% entre 25 i 44, un 21,4% de 45 a 60 i un 19,5% 65 anys o més.
L'edat mediana era de 38 anys. Per cada 100 dones de 18 o més anys hi havia 85,4 homes.
La renda mediana per habitatge era de 24.069 $ i la renda mediana per família de 31.833 $. Els homes tenien una renda mediana de 27.222 $ mentre que les dones 16.250 $. La renda per capita de la població era de 13.504 $. Aproximadament el 13% de les famílies i el 21,8% de la població estaven per davall del llindar de pobresa.

## Poblacions més properes
El següent diagrama mostra les poblacions més properes.